# Apatania irinae
Apatania irinae är en nattsländeart som beskrevs av Grigorenko in Ivanov och Grigorenko 1991. Apatania irinae ingår i släktet Apatania och familjen Apataniidae. Inga underarter finns listade i Catalogue of Life.